# San Francisco de Guzmán
San Francisco de Guzmán är en ort i Mexiko, tillhörande kommunen Ixtlahuaca i den västra delen av delstaten Mexiko. Orten hade 1 562 invånare vid folkräkningen 2010.